# المولود الحافظي
المولودالحافظي هو المولود بن الصديق بن العربي، وأمه بنت يحيى لقبه سحابي، وينسب إلى قرية بني حافظ الواقعة ببلدية عين لقراج دائرة بني ورتيلان ولاية سطيف.
ففي قرية بني حافظ الجبلية ولد الشيخ المولود الحافظي سنة 1880م، (و يرى البعض أنه من موليد سنة 1895م)، سمي الشيخ الحافظي بالمولود نسبة إلى المولد النبوي الشريف، وفي هذه المنطقة من القبائل الصغرى خرج العديد من كبار العلماء والفقهاءالذين صنعوا تاريخ الجزائر.

## نشأته وتعلمه
نشأ الشيخ المولود الحافظي في قرتيه وتلقى هنالك العلوم الشرعية من خلال التحاقه إلى كتاب القرية فحفظ القرآن الكريم مبكرا على يد الشيخ الصديق بمسجد القرية، ثم دخل المدرسة لتعلم اللغة الفرنسية فأتقنها، ومع ذلك اكتسب الشيخ الحافظي مبادئ اللغة العربية والفقه والحساب على يد أهل العلم والثقافة بالمنطقة، ورغم هذا فقد عانى الشيخ من ظروف قاسية اضطرته إلى مغادرة قريته من أجل طلب العلم.

### رحلته إلى تونس ثم مصر
فرحل الشيخ الحافظي إلى تونس قبيل الحرب العالمية الأولى، وهناك انتظم في سلك الطلبة بجامع الزيتونة، ولأن وضعه المادي لم يكن مستقرا اضطر للبحث عن العمل، فاشتغل لوقت قصير ثم توقف عن العمل فقد كانت رغبته للتفرغ لطلب العلم أقوى من أن تنازعها أي رغبة أخرى، فارتحل إلى مصر عله يجد هناك ظروفا ملائمة تمكنه من التفرغ للدراسة، وبعد متاعب ومشاق كابدها استقبله طلبة المغرب العربي بالأزهر، فعرّفوه بنظام الأزهر وقوانينه وكذا بشيوخه وتكاليفه.
لم ينل من عزيمة شيخنا وإرادته شيء مما سمعه من طلبة الجامع عن همومهم وما عانوه من متاعب في أول عهدهم، فقد كان آية للعزيمة المتقدة، رافقته على مدى العشرين سنة التي قضاها بالجامع، درس خلالها الشريعة وأصول الدين والتفسير والحديث والفلسفة واللغة والأدب والرياضيات، وتعمق في علم الفلك ونبغ فيه حتى صار مرجعا لأهل العلم فيما يواجههم من معضلات فيه، ليحرز في نهاية العشرينات على شهادة العالمية.

### عودته إلى الجزائر
بعد مدة من الزمن من الغربة عاد الشيخ الحافظي إلى وطنه الجزائر بعد أن قام بتحصيل العلم والمعرفة، وتحمل من أجل ذلك المتاعب وذلك سنة 1918م، واضعا نصب عينيه خدمة بلده والنهوض به في هدف عظيم وغاية نبيلة.
ما إن انتشر خبر عودته إلى مسقط رأسه ببني حافظ حتى أخذ الأعيان والشيوخ وطلبة العلم يتوافدون عليها لملاقاته في إجلال وتقدير كبيرين، فظل طوال شهرين محجة للزوار الذين خفقت قلوبهم بحب العلم والعلماء.
بعد أيام من عودته، قرر الحافظي أن يجمع في بيته طائفة من الطلبة المتميزين بالمنطقة ويقوم بتعليمهم بمساعدة من أثريائها الذين يجلون كل ما له علاقة بالعلم ويرون في نشره وخدمة أهله عبادة تقربهم من الله تعالى.
لقد ضحى الحافظي بحريته وراحته وحرية أهله وراحتهم لسنوات في نزعة إنسانية جعلته يسمو بعلمه إلى أن ينفع به ولو على حساب راحته وراحة أسرته.
تعهد الحافظي طلبته: أمثال: الشيخ عبد الحميد بن حالة، الشيخ محمد السعيد اليجري والشيخ عبد القادر الزيتوني وغيرهم بتوجيهات بناءة ونصائح ثمينة، وظل يذكي في أعماقهم حب الوطن ويلهب فيهم نزعة النهوض به وتحريره، كيف لا وهم أمل الأمة المنشود.
بعد سنوات من التعليم قضاها في بيته، انتقل الحافظي إلى زاوية عبد الرحمن اليلولي رفقة جمع من الطلبة، ولصيته الذائع، تضاعف عدد طلبة المعهد بعد انتقال الحافظي إليه، حيث أنشأ ساعة فلكية على رخامة مربعة بالجانب الغربي من المعهد تضبط الوقت بواسطة الظل، لكن جنود الاحتلال خربوها، كما خربوا مثيلتها التي أنشأها بزاوية عبد الرحمن الحملاوي بالعثمانية غرب قسنطينة بعد تنقله إليها، حيث اضطلع هناك طوال المدة التي قضاها فيها بالتدريس وتسيير شؤون التعليم فيها، ليعود مرة ثانية سنة 1947م إلى المعهد اليلولي، لينتقل بعدها إلى المعهد الكتاني بقسنطينة، حيث عمل الحافظي بجد ونشاط وحيوية جعلت المعهد يخطو في عهده خطوات واسعة وموفقة مسجلا أحسن النتائج.

## مساهماته
جاهد الشيخ في مجال إصلاح العقيدة الإسلامية لدى الشعب الجزائري لا سيما مسألة التوسل والاستغاثة بالصالحين التي نفاها جملة وتفصيلا في مقال له في جريدة الشهاب ردا على مقال نشره أستاذه بالأزهر الشيخ يوسف الدجوي المصري، والذي نشر بمجلة «نور الإسلام» ونقلته مجلة الشهاب وصحيفة النجاح والذي ذهب فيه الشيخ الدجوي إلى جواز التوسل، فكان رد الحافظي أنه: (إذا امتنع الفعل والعلم من الميت حقيقة ومجازا ولغة امتنع التوسل به والاستغاثة لأن جوازهما بناء على صحة صدور الفعل منه للسببية الظاهرة وهي مفقودة منه لما عرفت. فوجب ترك التوسل والاستغاثة بالأموات)، هذا وللشيخ الحافظي عدة مقالات في مجال الدين، في مختلف فروع الشريعة وأركان الإيمان، منها تلك التي كتبها تحت عنوان: «سوانح رمضان» المنشورة في «صحيفة النجاح» في شهر رمضان سنتي 1926م و1927م والتي تعالج مجموعة من القضايا المتعلقة بالدين كالغاية من الصوم والأبعاد والنتائج التي تنجم عن مجاهدة النفس بالصوم، هذا وتناول في مقالاته مسألة طغيان العوائد على الناس على حساب الشرائع في أحوالهم الاجتماعية والشخصية من رمضان وإتباع الجنائز والمواريث والأنكحة والطلاق.
كما اهتم بإنشاء الجمعيات الخيرية، كما اتسم فكره بالوطنية فقد كان يدعوا لتوحيدالصف الجزائري ونبذ الفرقة، واهتم أيضا بمجال التعليم مع اهتمامه بعلم الفلك والكونيات فقد نشر مقالات عدة عن الأهلة والخسوف والكسوف وعن الساعات الشمسية التي أنشأها ورسمها.

## وفاته
تُوفي الحافظي فجر يوم الثلاثاء 23 ربيع الأول 1367هـ الموافق لـ: 08 فبراير 1948م، وشيعت جنازته بعد زوال يوم الأربعاء في موكب مهيب شهده الآلاف ممن سالت بهم الطرق من مختلف المناطق ليشهدوا جنازة الأخ والإمام والعالم، ودفن بمسقط رأسه ببني حافظ.